# 中村美亜
中村 美亜（なかむら みあ、旧名 中村 究（なかむら きわむ）、1968年(昭和43年)8月18日-）は日本の性科学者、音楽学者、トランスジェンダー。セクシャリティ、音文化、アートマネージメント、芸術社会学などを専門とし、現在は九州大学大学院芸術工学院 コミュニケーションデザイン科学部門 准教授。同大学ソーシャルアートラボで副ラボ長も務める。Ph.D（セクシャリティ研究所・2004年）、博士（学術）（東京芸術大学・2012年）。

## 来歴・人物
1993年東京芸術大学音楽学部卒業。修士課程に進学した後、1994年に渡米しコーネル大学に留学。その後ミシガン大学修士課程に移り、同課程を修了。セントルイス・ワシントン大学博士課程に進学するが単位取得退学し、セクシャリティ研究所の修士課程・博士課程でMPHとPh.Dを取得する。
2003年に帰国後は、東京芸術大学特別研究員、助教を務め、お茶の水女子大学などで非常勤講師も担当した。現在は九州大学芸術工学院 コミュニケーションデザイン科学部門で准教授を務める。2018年現在、九州大学ソーシャルアートラボでは副ラボ長を、共創学会では企画・事業担当の理事を務めている。
近年はアートを通じたメモリーワークの研究に従事し、「東日本大震災後の追悼や復興と音楽の関わりに関する学際的研究」に取り組んでいる。また、音楽関係ではヴェルディやマーラーを対象とした研究や、宝塚歌劇団や女流義太夫を対象としたジェンダーに関連した音楽に関する研究などでも実績がある。2018年には文化庁との共同事業に採択され、「文化芸術による社会包摂の在り方」などのテーマに取り組んでいる。
なお、第二次性徴の頃に体が男らしくなっていくことに嫌悪感と苦痛を感じ、滞米時の2000年3月からは周囲に性別違和感を表明するようになった。中村は男性として生きていくことを断念したが、性同一性障害の概念に思うところがあり、自身をトランスジェンダーと呼んでいる。同年、 第2回社会包摂デザイン研究会にて、多様性の社会のためにデザインについて工藤真生らと討論した。

## 著書

### 単著
- 『心に性別はあるのか? ― 性同一性障害のよりよい理解とケアのために』医療文化社、2005年。ISBN 978-490-21-2216-9。
- 『クィア・セクソロジー ― 性の思いこみを解きほぐす』インパクト出版会、2008年10月。ISBN 978-475-54-0191-6。
- 『音楽をひらく ― アート・ケア・文化のトリロジー』水声社、2013年6月。ISBN 978-489-17-6982-6。

### 共著・分担執筆
（共著）
- 『アフターミュージッキング ―実践する音楽―』東京藝術大学出版会、2017年11月23日、ISBN 978-490-40-4956-3。[注釈 4]

（分担執筆）
- 「“アイデンティティの身体化”研究へ向けて―『感じない男』を出発点にして」『身体の語られ方／語り方』明石書店、2008年、249-268頁、ISBN 978-475-03-2769-3。
- 「セックスワーク」『キリスト教平和学事典』関西学院大学キリスト教と文化研究センター編、教文館、2009年9月、ISBN 978-476-42-4034-6。
- 「芸能における声と異性装をめぐって」『視覚表象と音楽』池田忍、小林緑 編著、明石書店、2010年2月、232-234頁。ISBN 978-475-03-3145-4。
- 「性同一性障害－議論されてこなかった問題の本質」『新通史・日本の科学技術－世紀転換期の社会史1995年〜2011年－第3巻』吉岡斉、綾部広則、桑原雅子、塚原修一、川野祐二 編、原書房、2011年1月、409-432頁。ISBN 978-456-20-4719-2。
- “The 2011 Japan Earthquake and Music: Recovery Concerts, Recovery Songs, and 'the Power of Music”. Music and Minorities (tentative). The National Museum of Ethnology.
- “Music Sociology Meets Neuroscience”. Handbook on Music and the Body. Oxford University Press、2018年、ISBN 978-019-06-3623-4。
- 「アートと社会を語る言葉」『ソーシャルアートラボ 地域と社会をひらく』水曜社〈文化とまちづくり叢書〉、2018年、ISBN 978-488-06-5446-1。
- “Facilitation-based Distributed Creativity: The Inari Chorus Performance at the Itoshima International Art Festival”. Creativity in Music Education. Springer、2019年、ISBN 978-981-13-2747-6.

### 編集・翻訳
（編集）
- 『はじめての“社会包摂×文化芸術”ハンドブック』文化庁×九州大学共同研究チーム編、2019年3月29日発行[21][25]。

（翻訳）
- ジェフリー・クロシック（英語版）、パトリツィア・カジンスカ 共著『芸術文化の価値とは何か 個人や社会にもたらす変化とその評価』水曜社〈文化とまちづくり叢書〉、2022年、ISBN 978-4880655321。

## 主な著作

### 学位論文
- Towards a clarification of gender identity disorder : Ackowledging the social process of gender identity reformation. Docotral deissertation. The Institute for Advanced Study of Human Sexuality, San Fancisco. (2004).[26]
- 中村美亜『生き抜くための音楽実践 : 芸術・ケア・文化を斬り結ぶ社会学的考察』東京芸術大学〈博士（学術) 乙第24号〉、2012年。 NAID 500000571263。

### 論文
- “Retelling, Memory-Work, and Metanarrative: Two Musical-Artistic Mediations for Sexual Minorities and Majorities in Tokyo”. Music and Arts in Action 4(2). (2014).
- 中村美亜「新しいジェンダー・アイデンティティ理論の構築に向けて―生物・医学とジェンダー学の課題―」『Gender and Sexuality : Journal of the Center for Gender Studies, ICU』第2巻、国際基督教大学、2006年12月、3-24頁、CRID 1390290701261784704、doi:10.34577/00001854、ISSN 18804764。
- 「音楽に携わる高等教育機関の評価―欧米での近年の動向と日本における課題と展望」『音楽教育実践ジャーナル』第10巻第1号、2012-2013、56-66頁。
- 「音楽実践における〈語りなおし〉 ―「プレリュード 2010」のジェンダー・パフォーマンスから見えてくること」『音楽教育実践ジャーナル』第11巻第1号、2013-2014、106-113頁。
- 「ジェンダーセッション(第58回) : アートを通じたメモリーワーク : 忘れないこと、〈語りなおす〉こと、新たな〈共〉を生み出すこと」『立教大学ジェンダーフォーラム年報』第15号、2013年、59-66頁、NCID AA11427614。
- 芸術活動における共創の再考 ― 創造とエンパワメントのつながりを探る ―」『共創学』第1巻第1号、2019年、31-38頁。

### 紀要
- 「東日本大震災をめぐる「音楽の力」の諸相－未来の文化政策とアートマネジメントのための研究1」『芸術工学研究』第21巻、九州大学、2014年、13-29頁、doi:10.15017/1472537。
- 「大学とローカルラジオ局の協働が生み出す地域間交流 : 番組とイベントの共同制作を通じた「共感」ベースのコミュニティの生成」、『芸術工学研究』第26巻、九州大学、2018年1月、65-78ページ、NAID 120006383808[注釈 5]。